# Teec Nos Pos
Teec Nos Pos (navaho T’iis Názbąs) és una concentració de població designada pel cens dels Estats Units a l'estat d'Arizona. Segons el cens del 2000 tenia 799 habitants.

## Demografia
Segons el cens del 2000, Teec Nos Pos tenia 799 habitants, 227 habitatges, i 182 famílies La densitat de població era de 21,7 habitants/km².
Dels 227 habitatges en un 49,8% hi vivien nens de menys de 18 anys, en un 43,2% hi vivien parelles casades, en un 30,8% dones solteres, i en un 19,8% no eren unitats familiars. En el 16,7% dels habitatges hi vivien persones soles el 5,7% de les quals corresponia a persones de 65 anys o més que vivien soles. El nombre mitjà de persones vivint en cada habitatge era de 3,52 i el nombre mitjà de persones que vivien en cada família era de 4,02.
Per edats la població es repartia de la següent manera: un 41,3% tenia menys de 18 anys, un 8,9% entre 18 i 24, un 25,9% entre 25 i 44, un 18,1% de 45 a 60 i un 5,8% 65 anys o més.
L'edat mediana era de 25 anys. Per cada 100 dones de 18 o més anys hi havia 86,9 homes.
La renda mediana per habitatge era de 17.188 $ i la renda mediana per família de 27.083 $. Els homes tenien una renda mediana de 21.023 $ mentre que les dones 14.464 $. La renda per capita de la població era de 6.229 $. Aproximadament el 41,5% de les famílies i el 43,8% de la població estaven per davall del llindar de pobresa.
El segons el cens dels Estats Units de 2010 el 96,50% dels habitants són nadius americans i l'1,00% blancs.

## Poblacions més properes
El següent diagrama mostra les poblacions més properes.